# محوطه دره ماران
محوطه دره ماران مربوط به عصر مس - دوره اشکانیان است و در شهرستان سلسله، بخش فیروزآباد، دهستان فیروزآباد، روستای مرادآباد واقع شده و این اثر در تاریخ ۲۸ اسفند ۱۳۸۵ با شمارهٔ ثبت ۱۸۸۷۱ به‌عنوان یکی از آثار ملی ایران به ثبت رسیده است.